# 坪島文雄
坪島 文雄（つぼしま ふみお、1893年（明治26年）1月30日 - 1959年（昭和34年）7月6日）は、日本の陸軍軍人。最終階級は陸軍中将。昭和天皇の侍従武官を1941年9月から1945年3月まで務めた。旧姓は筑紫。

## 経歴
広島県出身。沼田神社神職・筑紫健雄の三男として生まれ、坪島松太郎の養子となる。忠海中学校（現：広島県立忠海高等学校）を経て、1915年（大正4年）5月、陸軍士官学校（27期）を卒業。同年12月、歩兵少尉に任官して歩兵第13連隊付となる。1923年（大正12年）11月、陸軍大学校（35期）を卒業して歩兵第13連隊付となる。
1924年（大正13年）12月、参謀本部付勤務となり、以後、参謀本部員、第20師団参謀、参謀本部員（演習課）、歩兵第17連隊大隊長、陸大教官、参謀本部員、陸大教官などを務め、1937年（昭和12年）11月、歩兵大佐に進んだ。 1939年（昭和14年）2月、歩兵第13連隊長に発令され日中戦争に出征。1940年（昭和15年）10月、陸軍公主嶺学校教導団長に転じ、同年12月、陸軍少将に進級した。1941年（昭和16年）9月、侍従武官に就任。
1943年（昭和18年）8月、北海道、北千島、樺太において北方軍の防衛状況を視察。
1944年（昭和19年）3月、陸軍中将に進んだ。
侍従武官時代、『服務の参考』『服務上乃参考』と題した日記をつけており、国立国会図書館憲政資料室2022年5月27日から研究者に公開されている。昭和天皇が、連合国軍の反撃への備えや熱帯地方での糧食の保存性への配慮を求める発言をしたこと、戦局が悪化した1944年以降は終戦を見据えたことなどを克明に記録している。1944年3月27日には参謀次長の戦況報告を受けた昭和天皇から徹底抗戦は戦後の国力回復を困難にすると憂慮する発言があり、坪島は「御軫念アラセラル、畏キ極ミナリ」と自らの感想を書き、1945年3月7日の項では特攻隊出撃を報じるニュース映画を見た昭和天皇が「御涙ヲヌグワセラレタリ」と記している。
1945年（昭和20年）4月、第146師団長に発令され、本土決戦に備え鹿児島県大口で終戦を迎えた。日本の降伏後、同年12月から第一復員省俘虜関係調査部長を1946年（昭和21年）4月まで務め、同月復員した。
1948年（昭和23年）1月31日、公職追放仮指定を受けた。

## 伝記・日記
- 坪島茂彦『草水：坪島文雄の生涯』坪島茂彦、2000年。私家版
- 『侍従武官　坪島文雄日記』黒沢文貴・飯島直樹 編、中央公論新社（上・下）、2025年8月-